# Közérdekű nyugdíjas-szövetkezet
A közérdekű nyugdíjas-szövetkezet (rövidítve: KNYSZ) Magyarországon a 2017. évi LXXXIX. törvénnyel bevezetett új szövetkezeti forma. A törvény 2017. július 1-jén lépett hatályba. A KNYSZ tevékenysége értékesítésre, beszerzésre, termelésre és szolgáltatásra irányulhat. A NAV adatai szerint 2017. augusztus 25-én már 24 közérdekű nyugdíjas szövetkezet szerepelt a nyilvántartásokban, 2019 szeptemberére a közérdekű nyugdíjas-szövetkezetek száma mintegy 150-re nőtt, amelyekben mintegy húszezer nyugdíjast fooglalkoztattak.
A közérdekű nyugdíjas-szövetkezet az aktív időskorúak olyan társas vállalkozása, amelynek célja elősegíteni a foglalkoztatás területén jelentkező nehézségek kiegyensúlyozását, a még aktív időskorúak munkaerőpiacra való visszatérését – rugalmasan, számukra megfelelően. Továbbá lehetőséget nyújt a tudás, a szakmai ismeret, az élettapasztalat átadására a generációk között, és erősíti a helyi közösségeket, a szociális integrációt.

## Célja
„5. Közérdekű nyugdíjas-szövetkezet
25. § A közérdekű nyugdíjas-szövetkezet (a továbbiakban: nyugdíjas-szövetkezet) célja, hogy a még aktív időskorúak számára foglalkoztatást, munkaerőpiaci reaktivizálást biztosítson, a tagok gazdasági és szociális helyzetét előmozdítsa. A nyugdíjas-szövetkezet célja továbbá, hogy a következő generációk számára a tagoknál felhalmozódott tudás, szakmai- és élettapasztalat átadásra kerüljön. A nyugdíjas-szövetkezet a céljainak megvalósításával közérdeket is szolgál.”

## Alapítása
Közérdekű nyugdíjas-szövetkezetet a Polgári Törvénykönyv szerint legalább hét, öregségi nyugdíjban részesülő személy hozhat létre a szövetkezet alapszabályának elfogadásával. Az általános szövetkezeti szabályoktól eltérően a közérdekű nyugdíjas-szövetkezet tagja csak természetes személy lehet, aki vállalja a személyes közreműködést. A tagok legalább 90%-ának öregségi nyugdíjban részesülőnek kell lennie.
A törvény alkalmazása során öregségi nyugdíjasnak kell tekinteni azt a személyt, aki
- öregségi teljes nyugdíjban,
- öregségi résznyugdíjban,
- a nők 40 év jogosultsági idejének figyelembevételével megállapított nyugdíjban;
- átmeneti bányászjáradékban részesül[4]

Nem minősül öregségi nyugdíjasnak
- a korhatár előtti ellátásokban
- korkedvezmény érvényesítésével megállapított ellátásban,
- a táncművészeti életjáradékban,
- szolgálati járandóságban,
- megváltozott munkaképességűek ellátásaiban
- rehabilitációs ellátásban,
- rokkantsági ellátásban részesülő személy.

## Főbb jellemzői
A KNYSZ a cégek részére költségként könyvelhető szolgáltatást nyújt. Ezáltal leegyszerűsödik a könyvelés, nincs felmondási procedúra és rugalmasabbá válik a munkaerő-beosztás, ezen dolgok működtetésére a KNYSZ saját adminisztrációt működtet. A munkabér kifizetése a KNYSZ által történik.
Az öregségi nyugdíjban részesülő tagnak a szövetkezet keretében vagy megbízásából végzett munkája nem önálló tevékenységből származó jövedelemnek minősül, munkadíja után csak a 15% személyi jövedelemadót kell megfizetnie, mentesül az egyéb foglalkoztatási formában a nyugdíjas munkabérét egyébként terhelő 10% nyugdíjjárulék és 4% egészségügyi hozzájárulás fizetése alól. Ez azonban azt jelenti, hogy mivel nem fizet nyugdíjjárulékot, ezért nem részesül a nyugdíjasként végzett munkája után járó évenkénti 0,5% emelésben.
Az iskolaszövetkezet és a közérdekű nyugdíjas szövetkezet számára fizetendő minimális szolgáltatási óradíj összegéről szóló rendelkezés szerint a minimális szolgáltatási óradíj megegyezik a minimálbér egy órára vetített összegének 1,178 szorosával, amely minimális szolgáltatási óradíj levonás, visszatérítés vagy kedvezmény útján nem csökkenthető.
A KNYSZ szolgáltatásait igénybe vevő cégek szolgáltatásként rendelik meg a szövetkezettől a munkát, így mentesülnek a nyugdíjas közvetlen foglalkoztatása során a munkabérre rakódó adó- és járulékterhektől, a 19,5%-os szociális hozzájárulás, valamint az 1,5%-os szakképzési hozzájárulás és más közterhek fizetése alól. A szolgáltatás után járó áfa-kötelezettséget a fordított áfa-fizetés szabályai szerint kell teljesíteni, azaz a szolgáltatás igénybe vevője számolja el és fizeti be az áfát, (s egyben levonásba is helyezheti azt), ezáltal biztosítva a kedvező feltételeket a nyugdíjas szövetkezet működéséhez.

### A külső szolgáltatás
A személyes közreműködés tekintetében a legfontosabb szabály, hogy a törvény szerint a KNYSZ öregségi nyugdíjban részesülő tagja a személyes közreműködését a nyugdíjas szövetkezet által harmadik személy részére nyújtott szolgáltatás (azaz külső szolgáltatás) keretében is teljesítheti. Ebben rejlik a nyugdíjas szövetkezetek működésének lényege, hiszen e szabály alapján szerződhet a szövetkezet a nyugdíjasokat alkalmazni kívánó foglalkoztatókkal (vállalkozásokkal, intézményekkel).

### KÖZÉSZ
A Közérdekű Nyugdíjas Szövetkezetek Országos Érdekvédelmi Szövetsége (KÖZÉSZ) hét többségében országosan aktív Nyugdíjas Szövetkezet együttműködésével jött létre, 2020. augusztusában 17 tagja van. Az újonnan bevezetett jogszabály szerint megalakuló, további közérdekű nyugdíjas szövetkezetek bevonásával a KÖZÉSZ tagszervezeteinek közös célja, hogy a szövetkezetek tagjaik javára, azok akaratából és érdekében működjenek.
Küldetésük, hogy – a közérdekű nyugdíjas szövetkezeteken keresztül – a nyugdíjasokat élethelyzetüknek megfelelő, személyes  közreműködésben testet öltő jövedelemszerzéshez segítsék, és hozzájáruljanak a közösségi élet kialakításához.

### Adózása
A közérdekű nyugdíjas szövetkezet is alanya a társasági adónak, adóalapját azonban – az általános előírásoktól eltérően – az iskolaszövetkezetekkel azonosan állapítja meg. Ez azt jelenti, hogy a megállapított adóalapja is az adóévi eredményből az adóévre jóváhagyott osztalék, részesedés, továbbá az adómentesen képződött eredménytartalékból osztalék, részesedés címen jóváhagyott összeg, valamint a jegyzett tőke leszállítása, a tagi jogviszony megszűnése következtében az adóévben keletkezett kötelezettségek együttes összege
- csökkentve a Tao. tv. 7. § (1) bekezdés r) és t) pontjaiban meghatározott összeggel,
- növelve a Tao. tv. 8. § (1) bekezdés d), e), j) és m) pontjai alapján meghatározott összeggel,
- növelve a behajthatatlan követelésnek nem minősülő elengedett követeléssel (amely eltér az általános előírástól, mert ezúttal nem csak a kapcsolt vállalkozás tartozásának elengedésekor kell a ráfordítással megnövelni az adóalapot).[10]

A közérdekű nyugdíjas szövetkezetnél képződött eredménytartalék adómentesen képzett eredménytartaléknak minősül.
A közérdekű nyugdíjas szövetkezet mentesül a jövedelem- (nyereség-) minimummal kapcsolatos szabályok alkalmazása alól.
A szövetkezet az üzleti év pozitív eredményéből közösségi alapot képezhet, amelynek 6,5 százaléka csekély összegű (de minimis) támogatásként - az adózó választása szerint - társasági adókedvezményként is igénybe vehető.

## A közösségi alap
A nyugdíjas szövetkezet eredményes gazdálkodása esetén közösségi alapot képezhet, melyet a szövetkezet tagjának, vagy vele közös háztartásban élő közeli hozzátartozójának szociális, egészségügyi, oktatási, kulturális jellegű szükségleteinek kielégítésére kell felhasználni.

## Munkavédelem
Az időskorú tag munkája során jogosult napi 20 perc munkaközi szünetre, ha a munka időtartama a napi 6 órát meghaladja, illetve további napi 45 perc munkaközi szünetre, ha a munka időtartama a napi 9 órát meghaladja. Emellett pedig, ha az időskorú tag két egymást követő napon is munkát végez, a két munkanap között legalább 11 óra pihenőidőnek kell eltelnie.